# به اشتراک گذاری تصاویر پزشکی

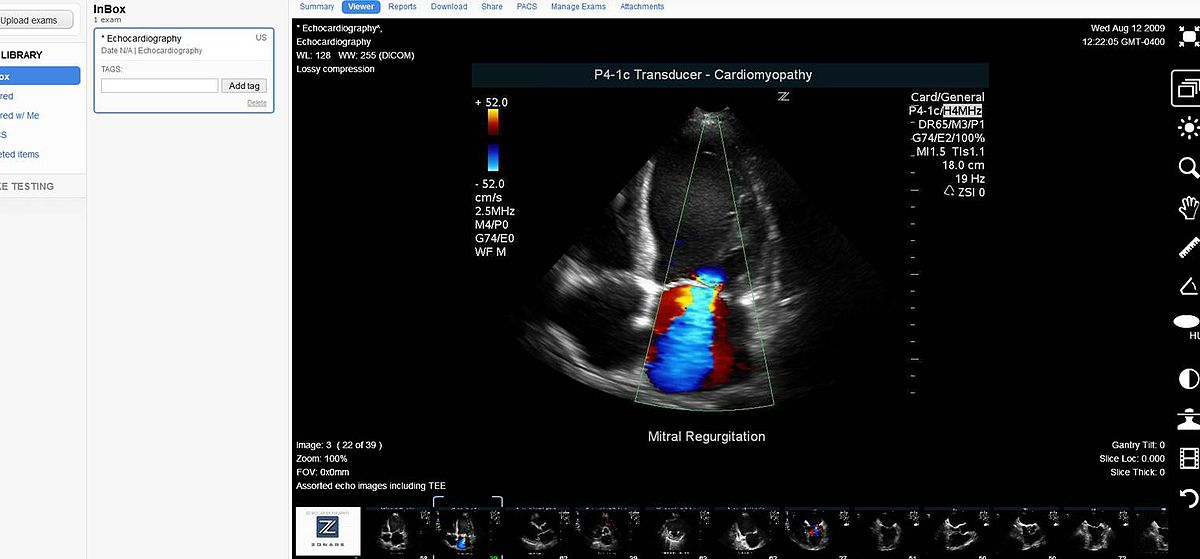
تصویری که در یک پلتفرم به اشتراک گذاری تصاویر پزشکی نمایش داده می شود

اشتراک گذاری تصاویر پزشکی، تبادل الکترونیکی تصاویر پزشکی بین بیمارستان ها، پزشکان و بیماران است . به‌جای استفاده از رسانه‌های سنتی، مانند سی‌دی یا دی‌وی‌دی، و ارسال آن‌ها یا حمل آن به بیماران، فناوری اکنون امکان اشتراک‌گذاری این تصاویر را با استفاده از فضای ابری فراهم می‌کند. فرمت اولیه تصاویر به صورت DICOM (Digital Imaging and Communications in Medicine) است . معمولاً داده‌های غیرتصویری مانند گزارش‌ها ممکن است در قالب‌های استاندارد مانند PDF (Portable Document Format) در طول فرآیند ارسال پیوست شوند.
علاوه بر این، استانداردهایی در صنعت، مانند IHE Cross Enterprise Document Sharing for Imaging (XDS-I)، برای مدیریت اشتراک گذاری اسناد بین شرکت های مراقبت های بهداشتی وجود دارد. یک معماری معمولی که در راه اندازی دخیل است، یک سرور نصب شده محلی است که در پشت فایروال قرار می گیرد و امکان انتقال امن با امکانات خارجی را فراهم می کند. در سال 2009، انجمن رادیولوژی آمریکای شمالی پروژه «اشتراک تصویر» را با هدف کنترل تاریخچه تصویربرداری (گزارش‌ها و تصاویر) به بیماران راه‌اندازی کرد و به آن‌ها اجازه داد تا این سوابق را مانند بانکداری یا خرید آنلاین مدیریت کنند.

## استفاده ها
- امکانات مراقبت: موسسات از اشتراک‌گذاری تصویر پزشکی برای تسهیل انتقال بین سایر امکاناتی که ممکن است در همان شبکه باشند یا نباشند استفاده می‌کنند. آنها همچنین می توانند فوراً نتایج را برای پزشکان ارجاع دهنده در جامعه و همچنین مستقیماً برای بیماران ارسال کنند.[۲]
- پزشکان: پزشکان از این فناوری برای دسترسی فوری به تصاویر استفاده می کنند، برخلاف انتظار برای رسیدن رسانه های فیزیکی. دسترسی به سابقه پزشکی بیمار، نقطه خدمات مراقبتی را بهبود می بخشد.[۳]
- بیماران: در ارتباط با ابتکارات اخیر دولت ایالات متحده، بیماران می‌توانند معاینات تصویربرداری خود را به صورت الکترونیکی، بدون نیاز به حمل و ذخیره رسانه فیزیکی دریافت کنند. این امکان را برای دیدن پزشکان در مکان‌های مختلف فراهم می‌کند و تصویربرداری آنها را آماده می‌کند.

## فواید
- دسترسی بهتر به سوابق تصویربرداری پزشکی بیماران
- امکان مشاهده فوری تصاویر[۴]
- همکاری به موقع توسط متخصصان[۲]
- اجتناب از مراقبت های تکراری که هزینه ها را کاهش می دهد
- بیماران کمتر در معرض اشعه قرار می گیرند
- تخصص و نظر تخصصی از راه دور در دسترس بیماران است[۴]

## سلامت
اشتراک گذاری تصویر پزشکی به بسیاری از ابتکارات "سلامت" در سراسر صنعت کمک می کند. امکان تبادل فوری و الکترونیکی اطلاعات پزشکی می تواند ارتباط بین پزشکان و همچنین با بیماران را بهبود بخشد.
- استفاده معنادار: هدف از استفاده معنادار ترویج گسترش پرونده الکترونیک سلامت برای بهبود مراقبت های بهداشتی در ایالات متحده است که قرار است در 3 مرحله تا سال 2015 اجرا شود. برخی از مزایای این طرح شامل دسترسی بهتر به اطلاعات پزشکی و توانمندسازی بیمار می باشد .[۵]
- پزشکی از راه دور: عمل ارائه خدمات مراقبت های بهداشتی با استفاده از فناوری های مخابراتی به عنوان پزشکی از راه دور شناخته می شود. هدف اصلی حمایت از مراقبت های بهداشتی از راه دور برای بیمارانی است که نمی توانند به راحتی به محل مراقبت سفر کنند. بیماران و متخصصان همچنین قادر به کسب اطلاعات بیشتر در مورد موضوعات بهداشتی هستند. به عنوان بخشی از وزارت بهداشت و خدمات انسانی ایالات متحده، دفتر پیشرفت پزشکی از راه دور (OAT) استفاده از فناوری های بهداشت از راه دور را ترویج می کند.[۶] به اشتراک گذاری تصاویر پزشکی در فواصل طولانی می تواند به صورت آنی با این فناوری ها اتفاق بیفتد و به پزشک اجازه می دهد تصاویر بیمار را در طول کنفرانس بررسی کند.
- مشارکت بیمار: تغییرات اخیر در صنعت مراقبت های بهداشتی تاکید بیشتری بر توانمندسازی بیماران برای کنترل و دسترسی به اطلاعات پزشکی بیشتری داشته است. استفاده از ابزارهایی مانند پرونده الکترونیک سلامت به بیماران کمک می کند تا نقش فعال تری در سلامت خود داشته باشند. با به اشتراک گذاری تصاویر پزشکی، بیماران می توانند تصویربرداری پزشکی خود را به صورت الکترونیکی دریافت کنند و سپس می توانند آن اطلاعات را با پزشک بعدی که ملاقات می کنند به اشتراک بگذارند.[۶]
- رایانش ابری: استفاده از نرم‌افزاری که به عنوان سرویس از طریق اینترنت ارائه می‌شود، رایانش ابری نامیده می‌شود. به طور معمول، اشتراک‌گذاری تصویر پزشکی به عنوان یک سرویس برای بیمارستان‌ها، پزشکان و بیماران ارائه می‌شود.
- دستگاه های الکترونیکی سیار: استفاده از دستگاه های الکترونیکی سیار در بسیاری از صنایع از جمله مراقبت های بهداشتی در حال افزایش است. به عنوان یک پزشک، دسترسی به تصاویر پزشکی در حال حرکت یک پیشرفت مهم در این زمینه است.[۷]

## معماری
یک معماری معمولی برای یک پلت فرم به اشتراک گذاری تصویر پزشکی شامل انتقال داده از یک سیستم نصب شده مستقیماً در شبکه بیمارستان و پشت دیوار آتش، به و از یک موجودیت خارجی است. برخی از قطعات استاندارد معماری درگیر عبارتند از:
- انتقال داده ها انتقال فیزیکی داده ها از طریق یک کانال ارتباطی مانند سیم، فناوری های بی سیم یا رسانه های فیزیکی است. رایج‌ترین مورد استفاده برای اشتراک‌گذاری تصویر، انتقال فایل‌های تصویری با استفاده از فضای ابری است که امکان دسترسی و تبادل فوری با هر کسی و در هر مکان را فراهم می‌کند. یک شبکه خصوصی مجازی (VPN) را می توان برای فعال کردن مبادله راه اندازی کرد، اما معمولاً برای نگهداری امکانات درگیر نیاز بیشتری دارد.
- فشرده سازی داده ها برای کمک به تسهیل تبادل فایل های بزرگ با رمزگذاری با استفاده از بیت های کوچکتر از نسخه اصلی استفاده می شود. این فرآیند به کاهش منابع مورد استفاده و بهبود قابلیت های انتقال کمک می کند.
- امنیت: یکی از ابزارهای امنیتی که به طور گسترده مورد استفاده قرار می گیرد TSL/SSL یا امنیت لایه حمل و نقل است. لایه انتقال امنیت (TLS)/Secure Sockets Layer (SSLv3) برای ایمن سازی ارتباطات الکترونیکی استفاده می شود. TLS/SSLv3 به ایمن سازی داده های ارسالی با استفاده از رمزگذاری کمک می کند. TLS/SSLv3 کلاینت ها را احراز هویت می کند تا هویت طرفینی را که در ارتباطات امن دخیل هستند ثابت کند و همچنین سرورها را احراز هویت می کند. پروتکل امنیتی TLS/SSLv3 می تواند در برابر افشای داده ها، حملات بالماسکه، حملات تیپ سطلی، حملات برگشتی و حملات مجدد محافظت کند.
- مراکز داده: مرکز داده برای قرار دادن سیستم های کامپیوتری و قطعات مرتبط استفاده می شود. کاربرد اصلی این امکانات در اشتراک گذاری تصاویر پزشکی، تهیه نسخه پشتیبان است. این زیرساخت معمولاً شامل برق اضافی، ژنراتورهای اضافی، اتصالات اینترنت اضافی، فایروال‌های اضافی، سوئیچ‌های شبکه اضافی و ذخیره‌سازی اضافی است. این یک قطعه حیاتی برای اطمینان از ایمن بودن و ایمن بودن تصاویر پزشکی در فضای ابری است.

## یکپارچگی
پلتفرم‌های اشتراک‌گذاری تصویر می‌توانند مستقیماً با بسیاری از سیستم‌های بیمارستانی ادغام شوند، مانند:
- اکتیو دایرکتوری - پیوند به اکتیو دایرکتوری بیمارستان برای استفاده یکپارچه توسط پزشکان پرسنل.
- سیستم بایگانی و تبادل تصاویر (PACS) - یک فناوری تصویربرداری پزشکی که ذخیره‌سازی اقتصادی و دسترسی راحت به تصاویر را از روش‌های مختلف در یک مرکز فراهم می‌کند.
- پرونده الکترونیک بیمار (EMR) - یک پرونده پزشکی کامپیوتری که در سازمانی که مراقبت ارائه می کند، مانند بیمارستان یا مطب پزشک ایجاد می شود.
- Vendor Neutral Archive (VNA) - یک فناوری تصویربرداری پزشکی که در آن تصاویر و اسناد (و احتمالاً هر فایل مرتبط بالینی) در قالبی استاندارد با یک رابط استاندارد ذخیره می‌شوند (بایگانی می‌شوند) به طوری که سیستم‌های دیگر می‌توانند به روشی بدون فروشنده دسترسی داشته باشند.
- سامانه پشتیبانی تصمیم - یک سیستم اطلاعاتی مبتنی بر رایانه که از فعالیت های تصمیم گیری تجاری یا سازمانی پشتیبانی می کند.
- تبادل اطلاعات سلامت (HIE) - بسیج اطلاعات مراقبت های بهداشتی به صورت الکترونیکی در سراسر سازمان ها در یک منطقه، جامعه یا سیستم بیمارستانی.
- پرونده سلامت شخصی (PHR) - پرونده بهداشتی که در آن داده های بهداشتی و اطلاعات مربوط به مراقبت از بیمار توسط بیمار نگهداری می شود.

## استاندارد ها
- دایکام - استانداردی برای مدیریت، ذخیره، چاپ و انتقال اطلاعات در تصویربرداری پزشکی.
- اشتراک گذاری اسناد متقابل سازمانی (XDS) - تمرکز بر ارائه مشخصات مبتنی بر استانداردها برای مدیریت اشتراک گذاری اسناد بین هر شرکت مراقبت های بهداشتی، از یک مطب پزشک خصوصی گرفته تا یک کلینیک تا یک مرکز مراقبت های حاد بستری و سیستم های پرونده سلامت شخصی.
- اشتراک گذاری اسناد بین سازمانی برای تصویربرداری (XDS-I) - XDS را برای به اشتراک گذاری تصاویر، گزارش های تشخیصی و اطلاعات مرتبط در میان گروهی از سایت های مراقبتی گسترش می دهد.
- HL7

## حریم خصوصی
قانون قابل حمل و پاسخگویی بیمه سلامت (HIPAA) - تصویب شده توسط کنگره ایالات متحده و امضای رئیس جمهور بیل کلینتون در سال 1996. عنوان دوم HIPAA، که به عنوان مقررات ساده سازی اداری (AS) شناخته می شود، مستلزم ایجاد استانداردهای ملی برای مراقبت های بهداشتی الکترونیکی ، تراکنش ها و شناسه های ملی برای ارائه دهندگان و طرح های بیمه سلامت و کارفرمایان است.

## پروژه اشتراک تصویر RSNA
پروژه اشتراک تصویر RSNA شبکه ای است که برای رادیولوژیست ها ایجاد شده است تا با استفاده از حساب های پرونده سلامت شخصی (PHR) تصاویر پزشکی را با بیماران به اشتراک بگذارند. این پروژه آزمایشی که توسط موسسه ملی تصویربرداری زیست پزشکی و مهندسی زیستی (Nibib) تامین می شود و توسط RSNA اداره می شود، ثبت نام بیماران را در سال 2011 آغاز کرد.
در حال حاضر، پنج مرکز پزشکی شرکت کننده در این برنامه وجود دارد - بیمارستان ماونت ساینای، مرکز پزشکی UCSF، مرکز پزشکی دانشگاه مریلند، مرکز پزشکی دانشگاه شیکاگو، و کلینیک مایو. بیماران در این سایت ها می توانند تصاویر پزشکی خود را به صورت الکترونیکی دریافت کرده و به آنها دسترسی داشته باشند.
تا ژانویه 2017، هفت شرکت نرم‌افزاری وجود داشتند که اعتبار سنجی اشتراک تصویر RSNA، Agfa Healthcare، Ambra Health (سابق DICOM Grid)، GE Healthcare، Lexmark Healthcare، LifeImage، Inc.، Mach7 Technologies و Novarad را تکمیل کرده‌اند.
سه قطعه اصلی برای معماری این پروژه وجود دارد:
1. یک اتاق پایاپای در پایگاه داده ابری
2. یک سرور با تکنولوژی بالا در هر سایت رادیولوژی محلی
3. یک پرونده سلامت شخصی (PHR) برای دریافت تصاویر و گزارش ها

## مقالات مرتبط
- تصویربرداری پزشکی
- دایکام
- نرم‌افزار پزشکی
- پزشکی از راه دور
- پرونده الکترونیک بیمار
- رادیولوژی
- رادیولوژی از راه دور
- سیستم اطلاعات رادیولوژی
- سامانه بایگانی و تبادل تصویر
- انفورماتیک تصویری